# 板橋区立グリーンホール
板橋区立グリーンホール（いたばしくりつグリーンホール、Itabashi Green Hall）は、東京都板橋区栄町に所在している複合施設。旧名は板橋産業文化会館、板橋産文ホール。2004年に改修工事が行われて現在の施設名となっている。

## 施設
イベントホールがある西側（2階建て）と、板橋区の行政施設（板橋福祉事務所など）や会議室が入っている東側（7階建て）からなる。
- 1階ホール（300席）
- 2階ホール（250席）
- 第101会議室
- 第501会議室
- 第502会議室
- 第503会議室
- 第504会議室
- 第601会議室
- 第701会議室
- 第702会議室
- 第703会議室

マイクの使用及び飲食が可能な部屋は、2階ホール・1階ホール・601会議室のみとなっている。
1969年の開館直後から1972年までは板橋区立郷土資料館の前身である郷土資料室が設置されていた。産文ホール時代には7階に板橋区史編さん調査会および後身である板橋区公文書館が設置されていた（2002年12月、旧板橋第三小学校跡地に移転）。

## 交通
- 都営三田線 板橋区役所前駅より徒歩約5分。
- 東武東上線 大山駅より徒歩約5分。

## イベントホール
都心から近く、会場使用料も比較的安いことからインディー系のプロレス団体の大会に使用されることが多く、特にNEO女子プロレスは早くからこのホールを使用し、常打ち会場となっていた。NEO解散後にその後継として旗揚げされたワールド女子プロレス・ディアナも2012年より（板橋区出身のSareeeの凱旋として）大会を開いている。板橋区に拠点を置くいたばしプロレスリングは、2014年の旗揚げ大会より観戦有料の大会の会場として毎年使用しており、2021年には10回の大会を行なった。
会場がカーペット敷きであることから、紙テープ・紙吹雪の使用が禁止されている（紙テープについては2012年にプロレスリング我闘雲舞が使用した際に可となった）。また、横断幕を壁に貼ることは可となっているが、ガムテープの使用は禁止。
プロレスは通常2階ホールで興行を打つが、埼玉プロレスのようにリングではなくマットを使用する団体が1階ホールで打つ場合もある。この場合、マットの周りに1列分のスペースを空けてパイプ椅子を並べる格好となる。